# Associated Independent Recording
Associated Independent Recording (kurz AIR, auch AIR Studios) ist eines der großen, unabhängigen Tonstudios, das 1965 als Produktionsgesellschaft in der Oxford Street in London von dem Produzenten der Band The Beatles George Martin nach seinem Ausscheiden bei dem Plattenlabel EMI gegründet wurde. Zunächst bestand die Produktionsgesellschaft lediglich aus Musikproduzenten, die ihre Musikproduktionen für Interpreten in fremden Tonstudios durchführten. Eine Zweigstelle wurde 1979 auf Montserrat eröffnet.

## Entstehungsgeschichte
George Martin war zunehmend unzufrieden darüber, dass er am wachsenden Erfolg seiner Produktionen durch EMI nicht angemessen beteiligt wurde, denn der mittlerweile renommierte Produzent erhielt als Angestellter ein Festgehalt, jedoch keine umsatzabhängigen Tantiemen von Plattenumsätzen. Deshalb kündigte er Mitte 1964, als insbesondere die von ihm produzierten Beatles bereits viele Hits mit Millionensellerstatus vorweisen konnten. Damit brachte er den EMI-Konzern derart unter Zugzwang, dass dieser ihm für 1964 eine dreiprozentige Gewinnbeteiligung anbot. Für 1963 wurde ihm vorgerechnet, hätte er dabei als Produzent durch die Gewinnbeteiligung brutto 66.000 Pfund verdient, von denen die Parlophone-Kosten (Gehälter und andere Fixkosten) von 55.000 Pfund abgezogen würden, sodass er netto 11.000 Pfund erhalten hätte – im Vergleich zu seinem tatsächlichen Fixgehalt von 3.000 Pfund jährlich. Damit hatte EMI also im Jahr 1963 durch George Martin einen Gewinn von 2,2 Millionen Pfund erwirtschaftet. Die Rechnung wies einen entscheidenden Fehler zu Lasten Martins auf: Von EMIs Nettogewinn waren die Kosten bereits abgezogen, sodass die Parlophone-Kosten nicht noch einmal von Martins Tantiemen abzuziehen waren. Als Martin das erkannte, verließ er EMI im August 1965 und gründete mit geliehenen 5.000 Pfund in London mit AIR eine von Plattenfirmen unabhängige Produktionsgesellschaft zunächst ohne eigenes Tonstudio.

## Eigenes Tonstudio
Die Produktionsgesellschaft AIR musste mangels eigener Tonstudios andere Studios (beispielsweise die Abbey Road Studios) nutzen und dafür Miete bezahlen. Der kapitallose Martin suchte deshalb nach Sponsoren, die ihm die Errichtung eines eigenen Tonstudios finanzieren sollten. Als dies gelungen war, wurden seine ehrgeizigen Pläne mit zeitlichen Verzögerungen realisiert. Nachdem sich die Baukosten für das Tonstudio fast verdoppelt hatten und eine finanzielle Krise auslösten, konnte es in der Oxford Street am 7. Oktober 1970 eröffnet werden. Erste Aufnahmen entstanden hier bereits am 9. Oktober 1970 für Cilla Blacks LP You’re My World. Es folgte das Album A Lot of Bottle von der Climax Blues Band, das von dem im März 1968 zu AIR gewechselten Chris Thomas produziert wurde.
Mit George Martin hatten im Jahr 1965 weitere wichtige kreative Leute den EMI-Konzern verlassen: sein langjähriger Assistent Ron Richards, Columbias Produzent John Burgess und Peter Sullivan, der lange Zeit bei HMV Assistent des Produzenten Wally J. Ridley war. Jeder der vier Partner erhielt eine Beteiligung von 25 % am Kapital der AIR. Mit den Produzenten gingen auch viele der Interpreten, um sich von AIR produzieren zu lassen, behielten aber ihre Plattenverträge mit den EMI-Labels. Deshalb sah sich EMI gezwungen, mit AIR einen Vertrag zu schließen. Danach erhielt AIR für eine produzierte Platte 7 % des Einzelhandelspreises von EMI. Im Falle von bei EMI unter Vertrag stehenden Künstlern erhielt AIR zusätzlich eine Produktionstantieme von 2 % des Einzelhandelspreises. Das galt nicht für die Beatles: hier war EMI nur bereit, ein halbes Prozent vom Einzelhandelspreis bei britischen Umsätzen, in den USA lediglich 5 % der Kosten der Pressfabriken zu zahlen. Trotz der anhaltenden Erfolge wurde AIR hierdurch nicht wohlhabend.

## AIR-Studios auf Montserrat (AIR Montserrat)

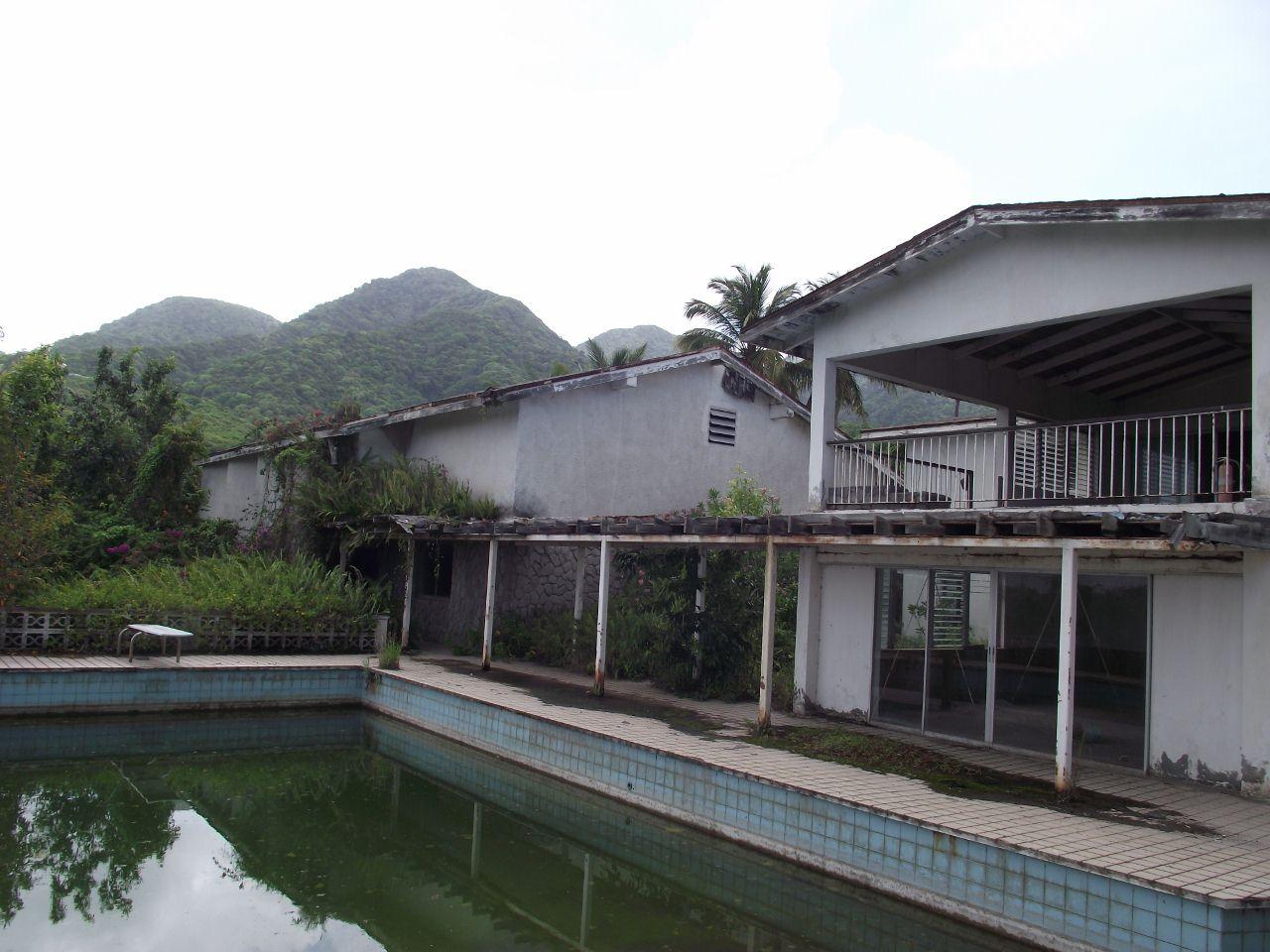
Die Ruine der AIR Studios auf Montserrat

Im Jahr 1979 eröffnete Martin die Zweigstelle der AIR-Studios auf der karibischen Insel Montserrat. Das erste in den Studios produzierte Album war Real To Reel von Climax Blues Band aus dem Jahr 1979. Martin reiste zu einigen Produktionen eigens an, so etwa für das Album Time Exposure der Little River Band (August 1981). The Police nahmen hier den Millionenseller Every Breath You Take und andere Titel für die LP Synchronicity zwischen Dezember 1982 und Februar 1983 auf. Auch Künstler wie Paul McCartney, Rush, Pink Floyd, Black Sabbath, Sheena Easton, Luther Vandross und Supertramp haben hier Platten aufgenommen. Zwischen November 1984 und März 1985 entstand hier u. a. für die Dire Straits das Album Brothers in Arms, die Rolling Stones spielten hier ihr Album Steel Wheels zwischen dem 29. März und 29. Juni 1989 ein. Wenige Monate später wurde das Studio am 17. September 1989 durch Hurrikan Hugo weitgehend zerstört. Die völlige Zerstörung des Studios und eines großen Teils der Insel brachte dann der Ausbruch des Vulkans Soufrière Hills am 25. Juni 1997.

## AIR Lyndhurst in London
Als Folge der Zerstörungen durch den Hurrikan wurde im Dezember 1992 in der umgebauten viktorianischen Kirche Lyndhurst Hall (erbaut 1880 von dem Architekten Alfred Waterhouse) ein neuer Studio-Komplex im nördlichen Teil von London (Stadtteil Hampstead) mit einer hervorragenden Akustik eröffnet. Auch hier verdoppelten sich beinahe die veranschlagten Umbaukosten. Der Eröffnung wohnte Prinz Charles bei. Erste Aufnahmesession war die von Henry Mancini im Januar 1993 eingespielte Filmmusik zu Son of the Pink Panther (Der Sohn des rosaroten Panthers). Bereits im März 1993 übernehmen Chrysalis Records und der japanische Elektronikkonzern Pioneer in einem Joint Venture jeweils zur Hälfte die Anteile an AIR. Den Aufwand von einer Million Pfund für den Erwerb konnte Chrysalis innerhalb von einem Jahr durch die Gewinne aus AIR fast wieder amortisieren, denn AIR hatte sich inzwischen zu einem international gefragten Tonstudio entwickelt. In 22 Jahren entstanden bei AIR 22 britische Nummer-eins-Hits. Der Umbau der Kirche kostete fast 20 Millionen Pfund, den sich die beiden Konsorten teilten.

### Ausstattung
Lyndhurst besteht aus vier Tonstudios und einer Nachbearbeitungsabteilung für Fernsehaufnahmen. Lyndhurst Hall, der Versammlungsraum der ehemaligen Kirche, ist mit einer Fläche von 300 m² für symphonische Besetzungen von über 120 Personen geplant. Zusätzlich besteht hier ein Fassungsvermögen von 500 Gästen; es ist das größte der Tonstudios. Studio 1 fasst bei einer Fläche von 140 m² etwa 50 Personen, die Aufnahmeanlage ist auf 72 Kanäle, das Mischpult in Studio 2 für 80 Kanäle ausgelegt. Hier wurde als erster Auftrag das Dire Straits Live-Album On the Night vom März 1992 abgemischt. Studio 3 gehörte zu den ersten Digital-Abmischungsstudios weltweit.
Die Studios wurden für Filmmusikaufnahmen und für die Nachproduktion ausgebaut. Der Internet Movie Database zufolge wurden in den AIR-Studios 176 Filmmusiken produziert.
Heute gehören die AIR-Studios zu den weltweit renommiertesten Aufnahmestudios. Für Mark Cunningham sind sie vielleicht die besten Studios weltweit.

## Verkauf
Am 8. Februar 2006 verkaufte das Chrysalis/Pioneer-Konsortium die AIR-Studios für 3,3 Millionen Pfund an Richard Boote, den Inhaber der Strongroom Recording Studios.